# Happy Land
Happy Land (bra: Filho Querido) é um filme estadunidense de 1943, do gênero drama romântico, dirigido por Irving Pichel, e estrelado por Don Ameche, Frances Dee, Harry Carey e Ann Rutherford. O roteiro de Kathryn Scola e Julien Josephson foi baseado no romance homônimo de 1943, de MacKinlay Kantor.
A trama retrata a história de um farmacêutico que relembra a vida de seu filho, morto na Segunda Guerra Mundial.

## Sinopse
Quando o filho do farmacêutico Lew Marsh (Don Ameche), Russell "Rusty" Marsh (Richard Crane), morre em combate durante a Segunda Guerra Mundial, Lew fica convencido de que seu filho morreu cedo demais e nunca teve a oportunidade de realmente apreciar a vida. Amargurado e deprimido, ele quase desiste da felicidade, até que recebe a visita de "Gramp" (Harry Carey), o espírito de seu avô. Juntos, ele embarcam numa jornada através da vida de Rusty, tentando desvendar se o rapaz experimentou a plenitude antes de sua partida, ou se a brevidade de sua existência foi, de fato, injusta.

## Elenco
- Don Ameche como Lew Marsh
- Frances Dee como Agnes Marsh
- Harry Carey como "Gramp"
- Ann Rutherford como Lenore Prentiss
  - Darla Hood como Lenore Prentiss (aos 12 anos)
- Cara Williams como Gretchen Barry
- Richard Crane como Russell "Rusty" Marsh
  - James West como Rusty (dos 12 aos 16 anos)
  - Larry Olsen como Rusty (aos 5 anos)
- Harry Morgan como Anton "Tony" Cavrek (creditado como Henry Morgan)
- Minor Watson como Juiz Colvin
- Dickie Moore como Peter Orcutt

Não-creditados
- Mary Wickes como Emmy
- Paul Weigel como Pop Schmidt
- Robert Dudley como Velho Bowers
- Natalie Wood como Criança com Sorvete

## Produção
Uma versão resumida do romance de MacKinlay Kantor apareceu na revista Saturday Evening Post em 28 de novembro de 1942, assim como na revista Seleções em agosto de 1943. A 20th Century Fox pretendia originalmente usar o romance de Kantor, que foi comprado por US$ 25.000, como um veículo para Thomas Mitchell. Joseph Cotten e Robert Young também foram considerados para estrelar o filme.
Natalie Wood, aos cinco anos de idade, fez sua estreia cinematográfica nesse filme, aparecendo em uma cena como uma criança que deixa cair uma casquinha de sorvete.
A produção ocorreu de 13 de junho até o final de julho de 1943. O filme foi gravado em locações em Santa Rosa, na Califórnia, com cenas adicionais sendo filmadas nas proximidades de Healdsburg. Na época, a crítica da revista Time mencionou que algumas cenas foram filmadas em Sebastopol.

## Recepção
Bosley Crowther, em sua crítica para o The New York Times, escreveu: "Em primeiro lugar, a performance de Don Ameche como o pai é hesitante e bruta. Ele não transmite nem o calor, nem a personalidade essenciais para esse papel tocante, e sua expressão vazia e voz monótona são uma tentativa fraca de manter uma restrição digna. É difícil aceitar o Sr. Ameche como algo além de um ator fazendo o seu melhor para parecer natural, mas sempre tropeçando – em um papel muito desafiador. Além disso, a qualidade do roteiro e a representação visual são tão artificialmente familiares que os personagens nunca ganham vida de forma vívida".

## Adaptações para a rádio
"Happy Land" foi apresentado no Lux Radio Theatre em 10 de abril de 1944, com Ameche reprisando seu papel. Uma adaptação televisiva do filme foi apresentada no 20th Century-Fox Hour em fevereiro de 1956, sob o título "In Times Like These".